# 東京国際マラソン
東京国際マラソン（とうきょうこくさいマラソン）とは、1981年（昭和56年）から2006年（平成18年）まで26年間行われた、東京都区部を舞台に繰り広げた男子の国際マラソン競技大会である。

## 概要
1981年2月に「読売日本テレビ東京マラソン」として開催。その翌月、「東京-NY友好マラソン」（フジサンケイグループ主催）が行われた（大会史では前者を第1回、後者を第2回として扱う）。翌年からは東京都区部の交通事情を理由に、警視庁が両者の大会を同じ年に開催することを認めず、偶数年を読売新聞社主催で、奇数年を産経新聞社主催で開催されることになった。なお、産経主催の奇数年は引き続き「東京-ニューヨーク友好」のサブタイトルが付いていた。2007年から東京都知事石原慎太郎（当時）の肝いりで、本競走と市民マラソン大会の東京シティロードレース（東京新聞＝中日新聞東京本社＝主催）をまとめる形で「東京マラソン」が行われるため、2006年をもって終了した。
コースは国立霞ヶ丘競技場陸上競技場をスタート・ゴールとし、平和島口を折り返す42.195kmだった。国立競技場をスタートして東京ドーム、東京タワー、皇居、東京駅、増上寺、品川駅、大井競馬場、平和島競艇場等の有名な施設を通過して大森海岸交番前の平和島口を折り返して行った道を帰って来る。特に35km地点を過ぎた後に迎える水道橋駅前から四谷にかけての高低差は凡そ30m近く（ビルに直すと11階建てに匹敵する高さ）にも及び、別名・強力坂とも言われ恐れられており世界でも屈指の難コースと言われる。
- 主催：日本陸上競技連盟
  - 奇数年：フジテレビジョン、産経新聞、サンケイスポーツ、ニッポン放送
  - 偶数年：読売新聞社、日本テレビ放送網
- 主管：東京陸上競技協会
- 後援：文部省→文部科学省、東京都
  - 奇数年：ニューヨーク市、夕刊フジ、扶桑社他
  - 偶数年：報知新聞社
- 協賛
  - 奇数年：日本IBM→アサヒビール（1995・1997・1999・2001年）→日本ミルクコミュニティ（2003年）→東京メトロ（2005年）
  - 偶数年：協賛社なし（1981年）→ダイエーグループ（1982年 - 1992年）→アサヒビール（1994・1996・1998・2000年）→三菱自動車工業（2002年）→信用金庫（2004年）→東京メトロ（2006年）
男子は最後の6年間、協賛会社が毎回の様に変わった。トリを飾った東京メトロは大会主催者が異なる2005・2006年と2年連続して冠スポンサーとなり翌2007年以降の「東京マラソン」も大会協賛社になった。

## エピソード
- 偶数年の日テレ放送回の大会ロゴは1982年以降のものが使われていた。ダイエー協賛撤退後も引き続き使われた。

## 参加資格
1. 一般選手の場合
  - 日本陸上競技連盟の登記・登録者であること。
  - レース開催日において満19歳以上であること。
  - 参加を希望する大会の前々回大会の開催月以降において、日本陸上競技連盟の公認競技会において以下のいずれかの記録を出していること。または、日本陸上競技連盟が下記に該当する者と同等の実力を有すると認めた者であること。
    - マラソン　2時間30分以内
    - 30km走　1時間42分以内
    - ハーフマラソン　1時間10分以内
2. 招待選手の場合
  - 外国招待選手（約15名）
  - 国内招待選手（約15名）

いずれの場合も、日本陸上競技連盟の推薦を受けていること。

参加料は3,000円であった。

## 歴代優勝者
国籍・所属はいずれも当時。
| 回 | 開催日        | 氏名                     | 国籍・所属         | タイム        | 備考                  |
| -- | ------------- | ------------------------ | ------------------ | ------------- | --------------------- |
| 1  | 1981年2月8日  | 喜多秀喜                 | 日本・神戸製鋼     | 2時間12分04秒 |                       |
| 2  | 1981年3月1日  | ロドルフォ・ゴメス       | メキシコ           | 2時間11分00秒 |                       |
| 3  | 1982年1月31日 | ワディム・シドロフ       | ソビエト連邦       | 2時間10分33秒 |                       |
| 4  | 1983年2月13日 | 瀬古利彦                 | 日本・エスビー食品 | 2時間08分38秒 |                       |
| 5  | 1984年2月12日 | ジュマ・イカンガー       | タンザニア         | 2時間10分49秒 |                       |
| 6  | 1985年2月10日 | 宗茂                     | 日本・旭化成       | 2時間10分32秒 |                       |
| 7  | 1986年2月9日  | ジュマ・イカンガー -2-   | タンザニア         | 2時間08分10秒 |                       |
| 8  | 1987年2月8日  | 谷口浩美                 | 日本・旭化成       | 2時間10分06秒 |                       |
| 9  | 1988年2月14日 | アベベ・メコネン         | 社会主義エチオピア | 2時間08分33秒 |                       |
| 10 | 1989年3月19日 | 谷口浩美 -2-             | 日本・旭化成       | 2時間09分34秒 |                       |
| 11 | 1990年2月12日 | 中山竹通                 | 日本・ダイエー     | 2時間10分57秒 |                       |
| 12 | 1991年2月10日 | アベベ・メコネン -2-     | 社会主義エチオピア | 2時間10分26秒 |                       |
| 13 | 1992年2月9日  | 森下広一                 | 日本・旭化成       | 2時間10分19秒 |                       |
| 14 | 1993年2月14日 | アベベ・メコネン -3-     | 社会主義エチオピア | 2時間12分00秒 | 3勝目（最多優勝記録） |
| 15 | 1994年2月13日 | スティーブ・モネゲッティ | オーストラリア     | 2時間08分55秒 |                       |
| 16 | 1995年2月12日 | エリック・ワイナイナ     | ケニア             | 2時間10分31秒 |                       |
| 17 | 1996年2月12日 | バンデルレイ・デリマ     | ブラジル           | 2時間08分38秒 | 初の南米勢覇者        |
| 18 | 1997年2月9日  | 清水康次                 | 日本・NTT中国      | 2時間10分09秒 |                       |
| 19 | 1998年2月8日  | アルベルト・フズダド     | スペイン           | 2時間08分01秒 |                       |
| 20 | 1999年2月14日 | ゲルト・タイス           | 南アフリカ共和国   | 2時間06分33秒 |                       |
| 21 | 2000年2月13日 | ジャフェット・コスゲイ   | ケニア             | 2時間07分15秒 |                       |
| 22 | 2001年2月18日 | 高橋健一                 | 日本・富士通       | 2時間10分51秒 |                       |
| 23 | 2002年2月10日 | エリック・ワイナイナ -2- | ケニア・コニカ     | 2時間08分43秒 |                       |
| 24 | 2003年2月9日  | ゼベダヨ・バヨ           | タンザニア         | 2時間09分07秒 |                       |
| 25 | 2004年2月8日  | ダニエル・ジェンガ       | ケニア・ヤクルト   | 2時間08分43秒 | アフリカ勢3連覇       |
| 26 | 2005年2月13日 | 高岡寿成                 | 日本・カネボウ     | 2時間07分41秒 | 最後の日本人覇者      |
| 27 | 2006年2月12日 | アンベッセ・トロッサ     | エチオピア         | 2時間08分58秒 | 最後の優勝者          |